# Кегра
Кегра (ест. Kehra) — місто в Естонії у мааконді Гар'юмаа. Адміністративний центр валду Анія.

## Географія
Місто розташоване на півночі Естонії, на річці Ягала, яка впадає у Фінську затоку. Відстань до столиці Естонії, міста Таллінн, — 25 км.

## Клімат
Місто знаходиться у перехідній зоні між морським та континентальним кліматом. 
Середня річна температура становить 5,0 °C. Річна кількість опадів становить 638 мм. 
Вітер у місті дме переважно західний та південно-західний. 
У рік в місті буває близько 1750 сонячних годин.
| Кліматограма Кегри | Кліматограма Кегри | Кліматограма Кегри | Кліматограма Кегри | Кліматограма Кегри | Кліматограма Кегри | Кліматограма Кегри | Кліматограма Кегри | Кліматограма Кегри | Кліматограма Кегри | Кліматограма Кегри | Кліматограма Кегри |
| --- | ------------------ | ------------------ | ------------------ | ------------------ | ------------------ | ------------------ | ------------------ | ------------------ | ------------------ | ------------------ | ------------------ |
| С | Л                  | Б                  | К                  | Т                  | Ч                  | Л                  | С                  | В                  | Ж                  | Л                  | Г                  |
| 56 −2 −6 | 46 −2 −7           | 34 2 −5            | 30 8 1             | 31 14 6            | 51 18 10           | 65 22 14           | 81 20 13           | 60 15 9            | 68 9 4             | 60 3 −1            | 56 0 −4            |
| Середня макс. і мін. температури повітря (°C) Атмосферні опади (мм), за рік : 638 мм. Джерело: «Climate-Data.org»«MSN Weather» |                    |                    |                    |                    |                    |                    |                    |                    |                    |                    |                    |

## Історія
Село на території міста, під назвою Кетере, вперше згадується у книзі «Земельний реєстр короля Вальдемара» у 1241 році.
У 1993 році Кегра отримала статус міста.

## Населення
Чисельність населення міста, станом на 1 січня 2022 рік, налічує 2,641 особу

## Транспорт

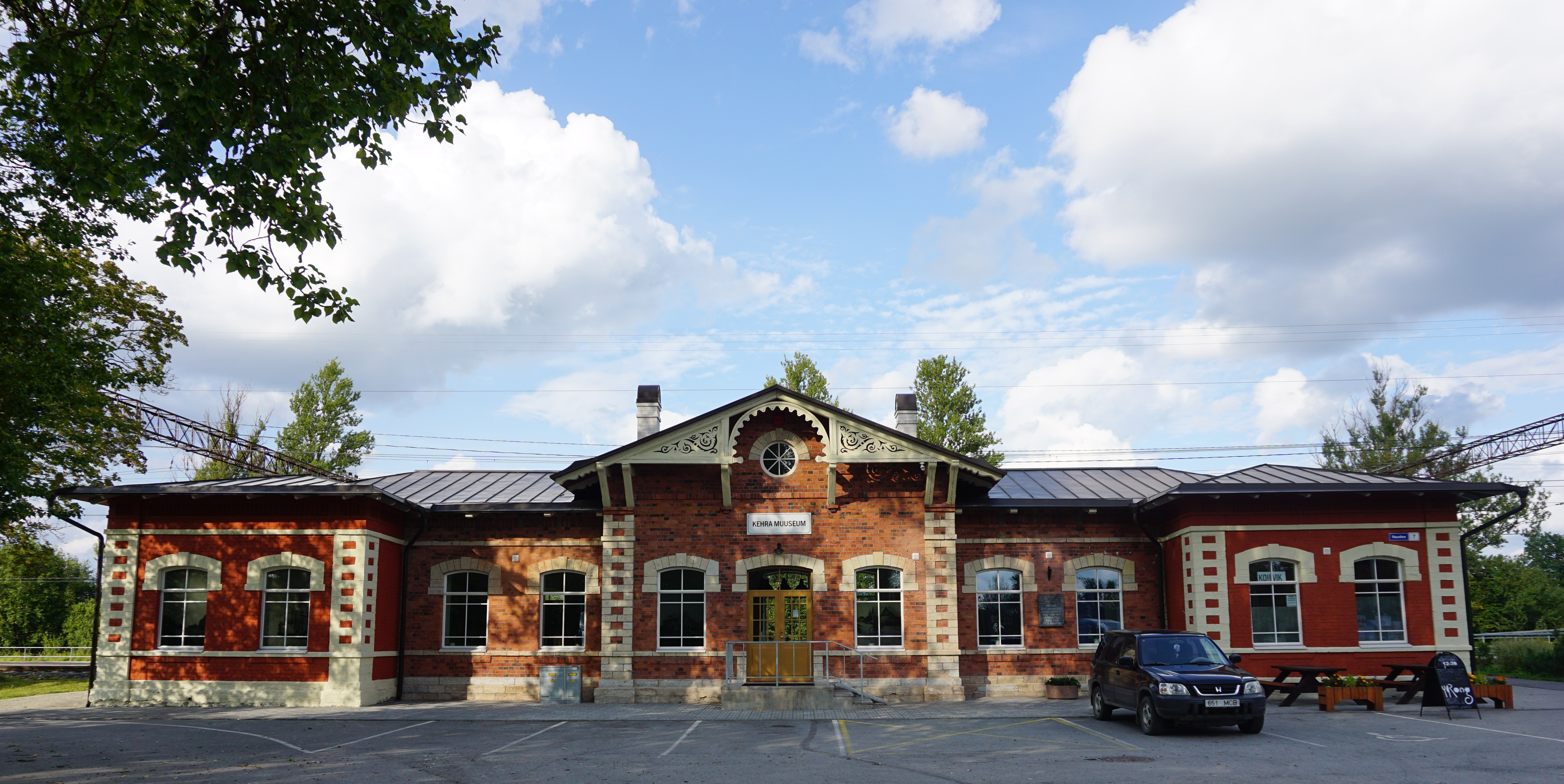
Залізничний двірець

У місті діє залізнична станція, на лінії Таллінн — Раквере — Йихві — Нарва.
Залізнична станція Кегра була відкрита у 1872 році. 
Будівля залізничного вокзалу була побудована між 1876-1878 роками.

## Економіка

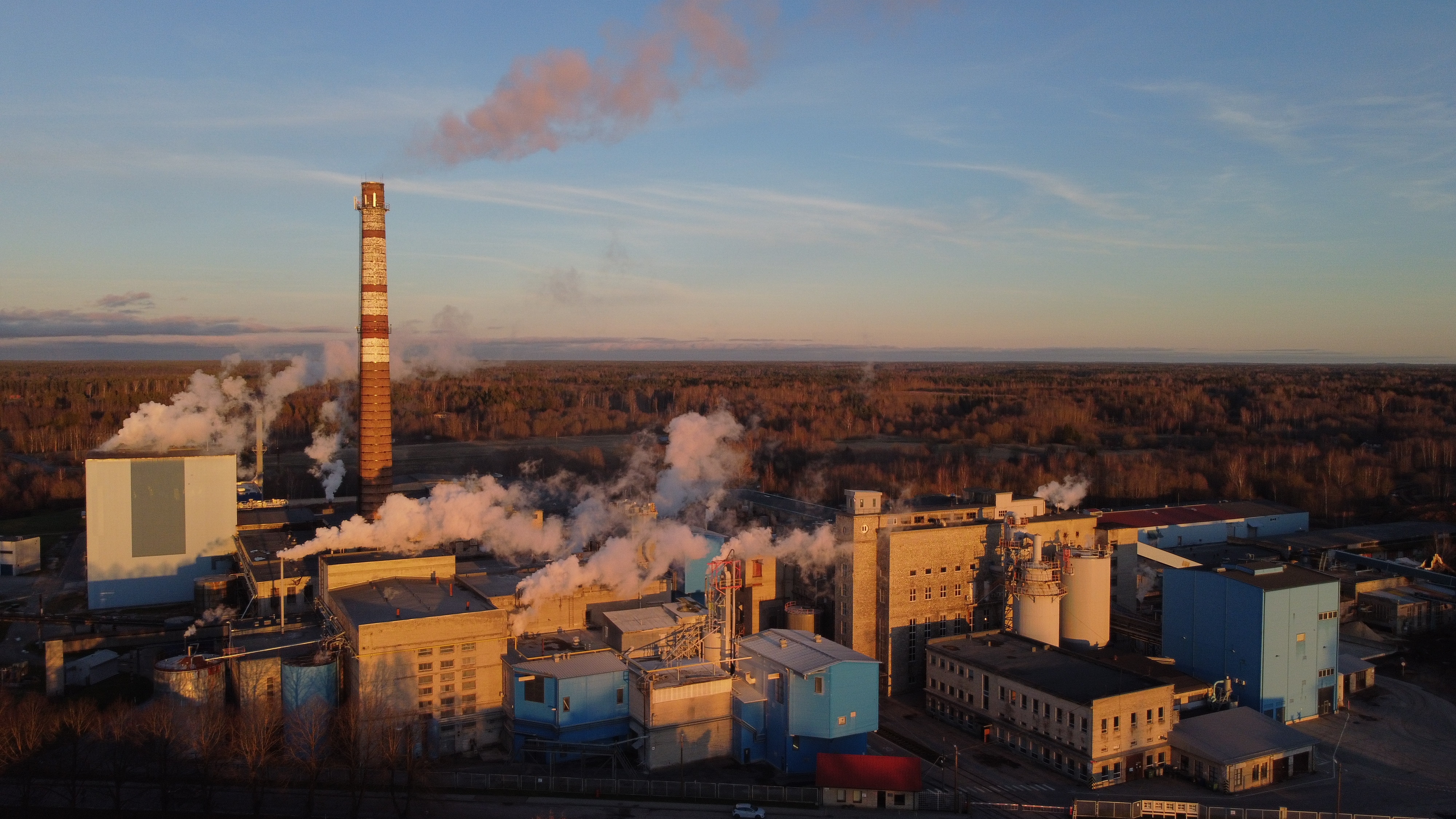
Целюлозно-паперовий комбінат

У місті працює целюлозно-паперовий комбінат «Horizon Pulp & Paper Ltd». Будівництво целюлозного заводу почалося в 1937 році. Целюлозний завод був відкритий 25 серпня 1938 року. 
21 серпня 1941 року целюлозний завод був досить сильно пошкоджений відступаючою червоною армією. 
Під час німецької окупації завод був відновлений та знову почав працювати влітку 1943 року. У вересні 1944 року, під час свого відступу, німці хотіли знищити целюлозний завод, але це їм не вдалося.
У червні 1995 року «Tolaram Group» придбала фабрику і перейменовало на «Horizon Pulp & Paper Ltd». 4 червня 1998 року фабрика почала виробляти добре відому цигарковий папір «Daisy». 
Також у місті планується будівництво станції з комбінованого виробництва електричної та теплової енергії. 

## Світлини

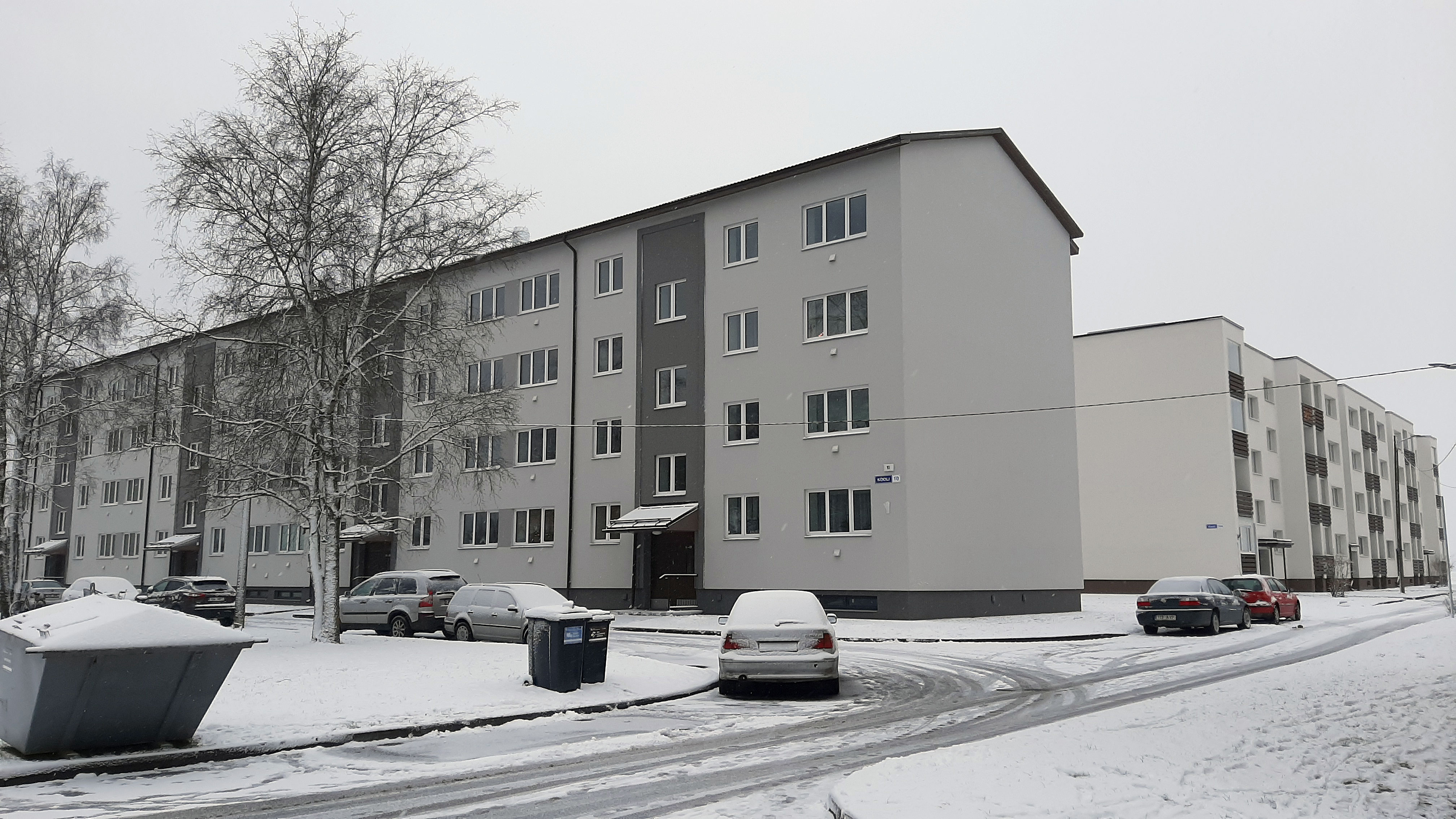
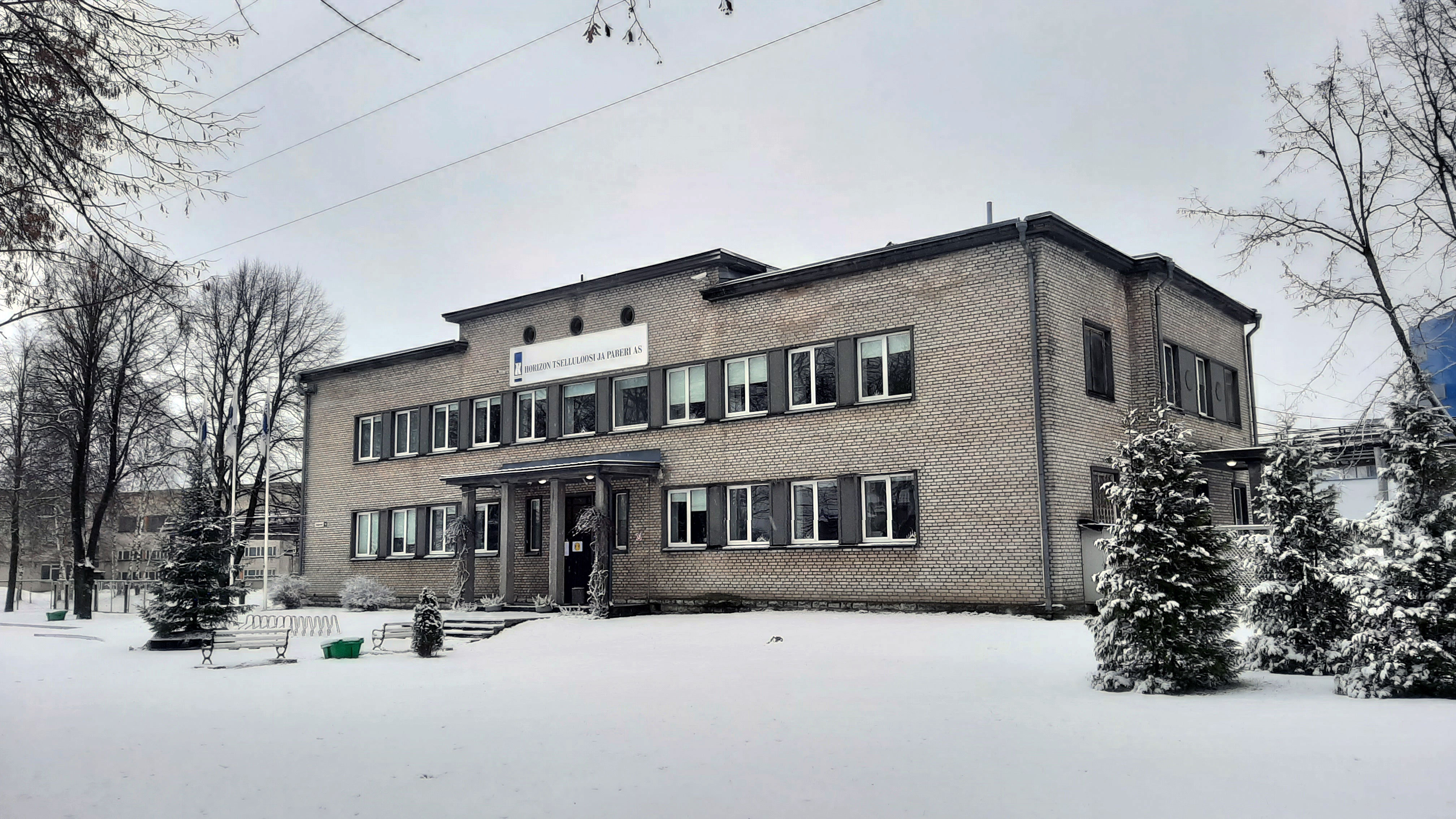
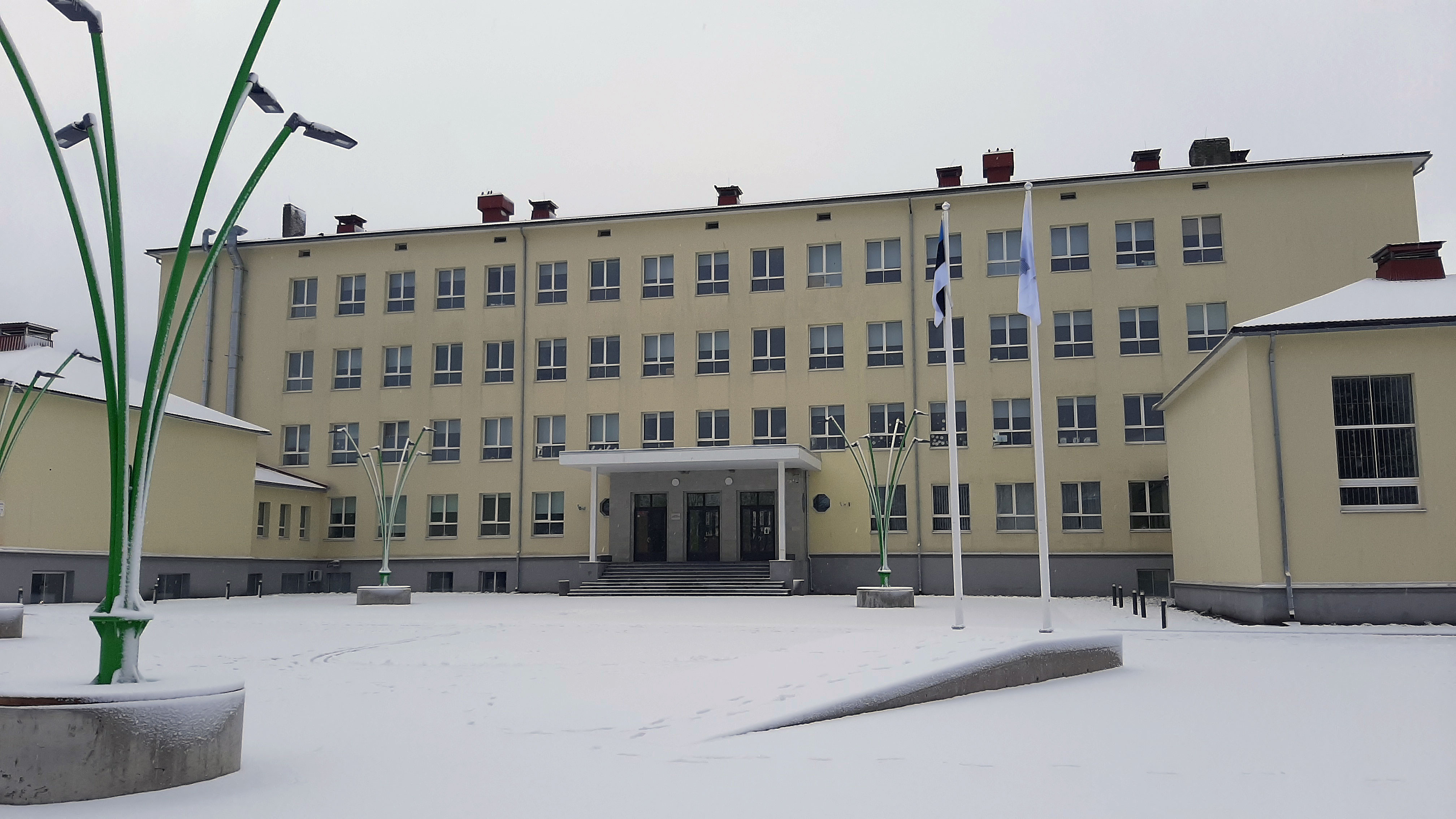
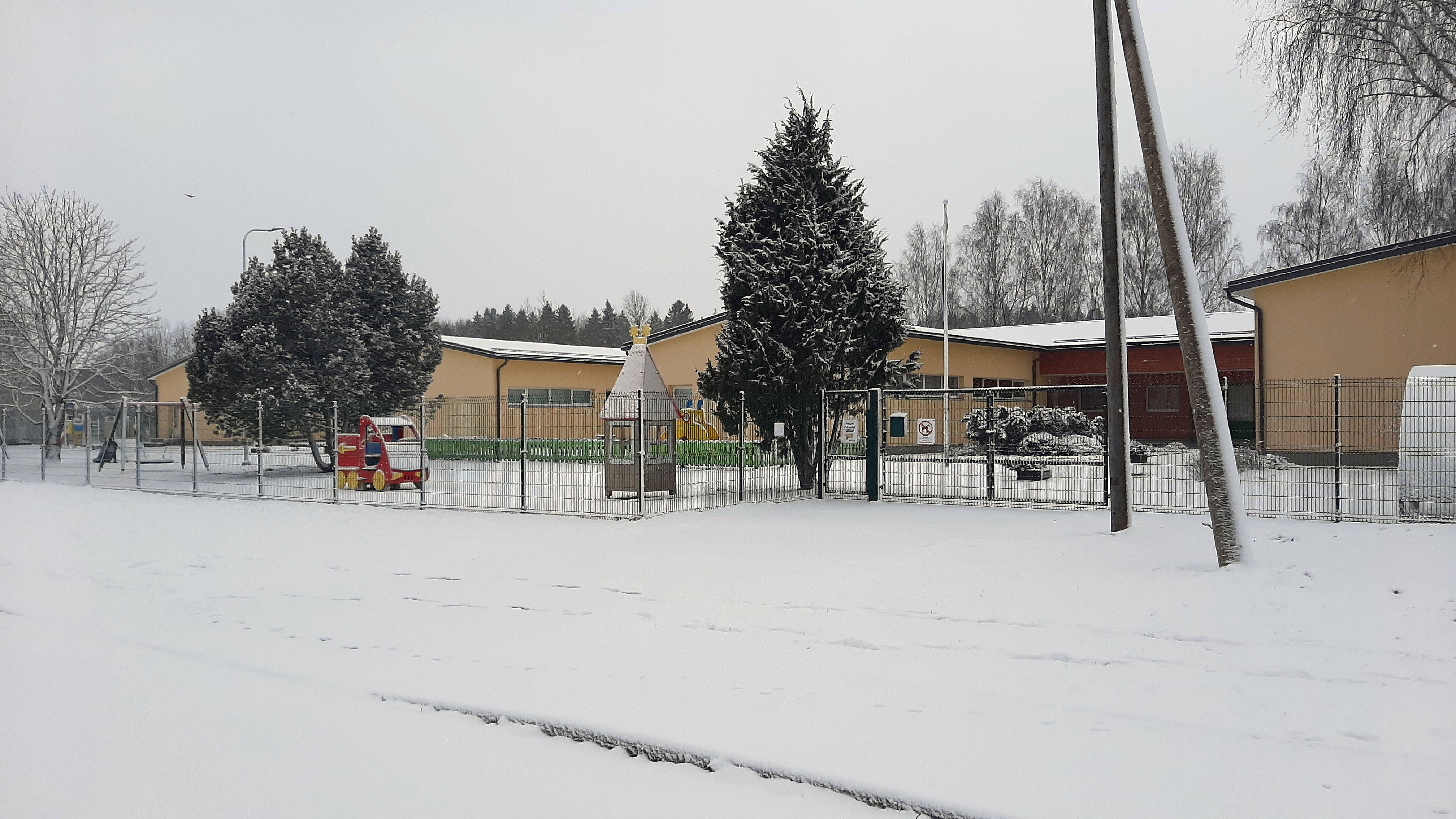
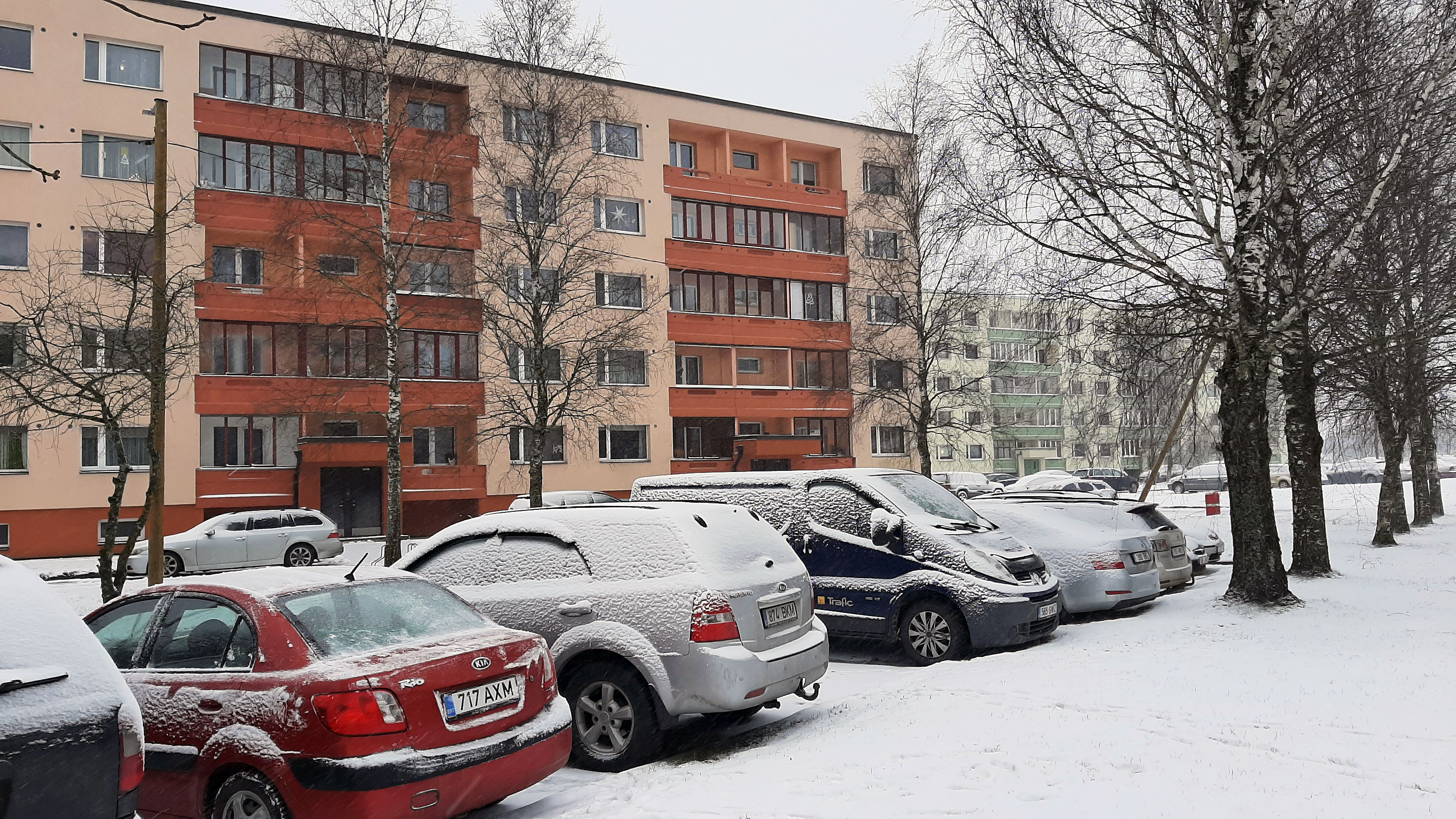
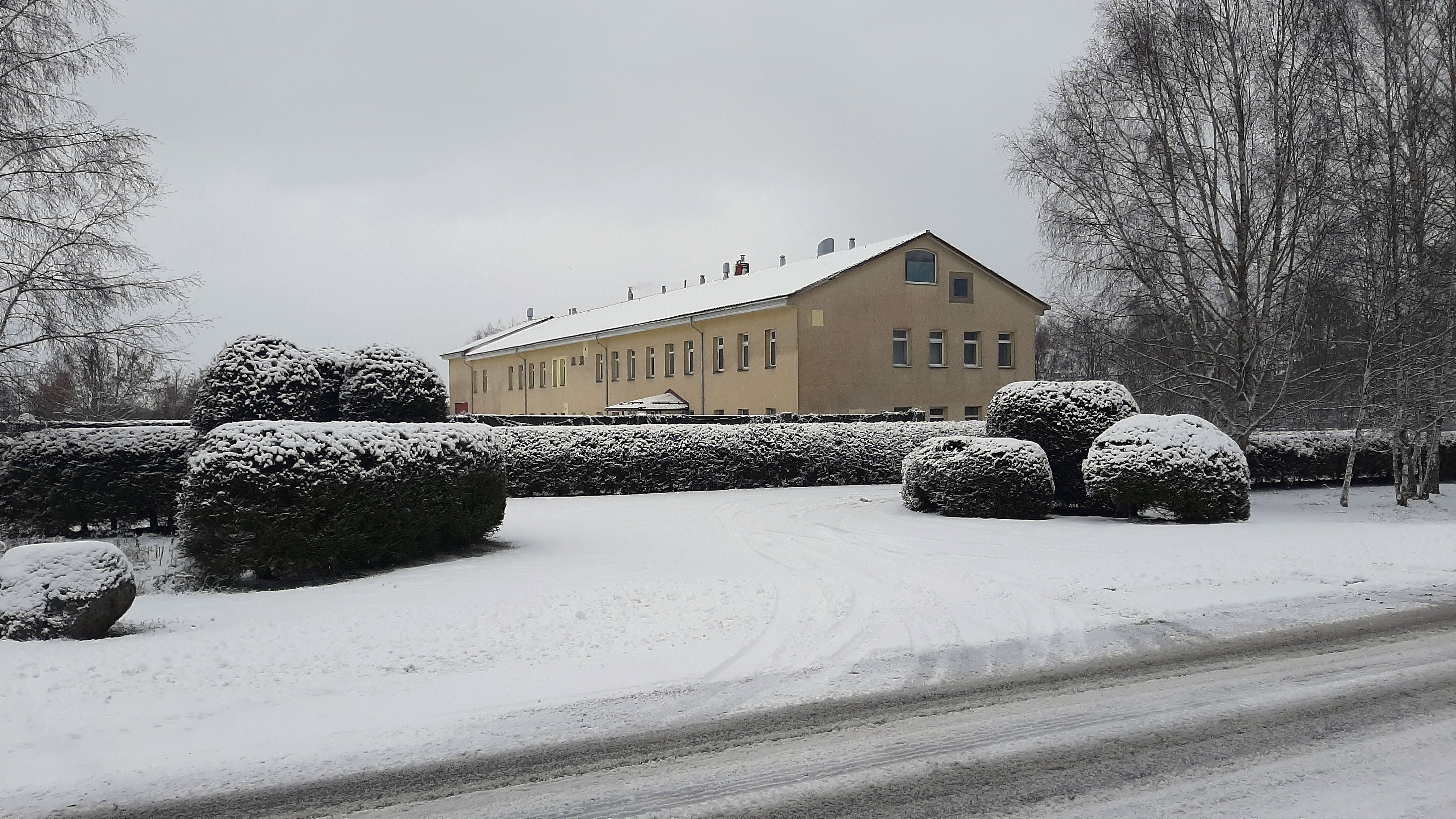

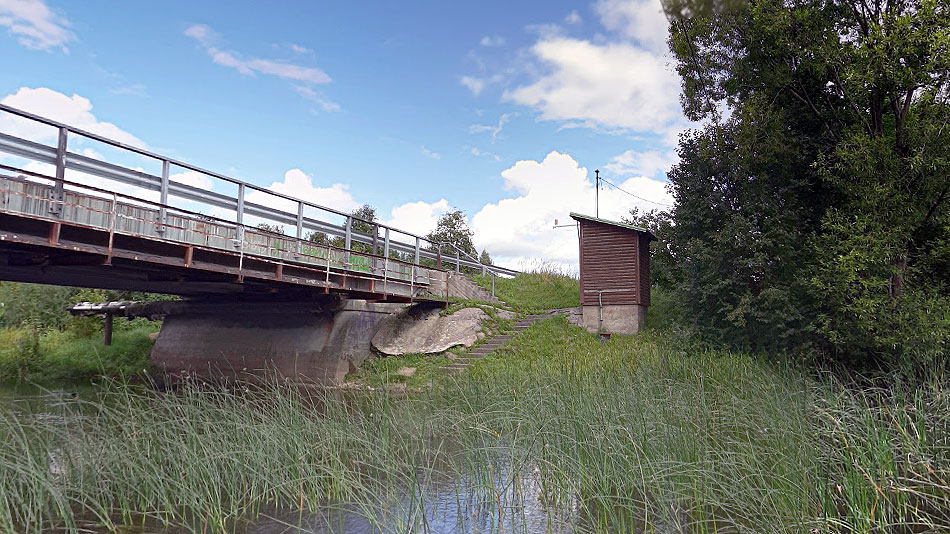
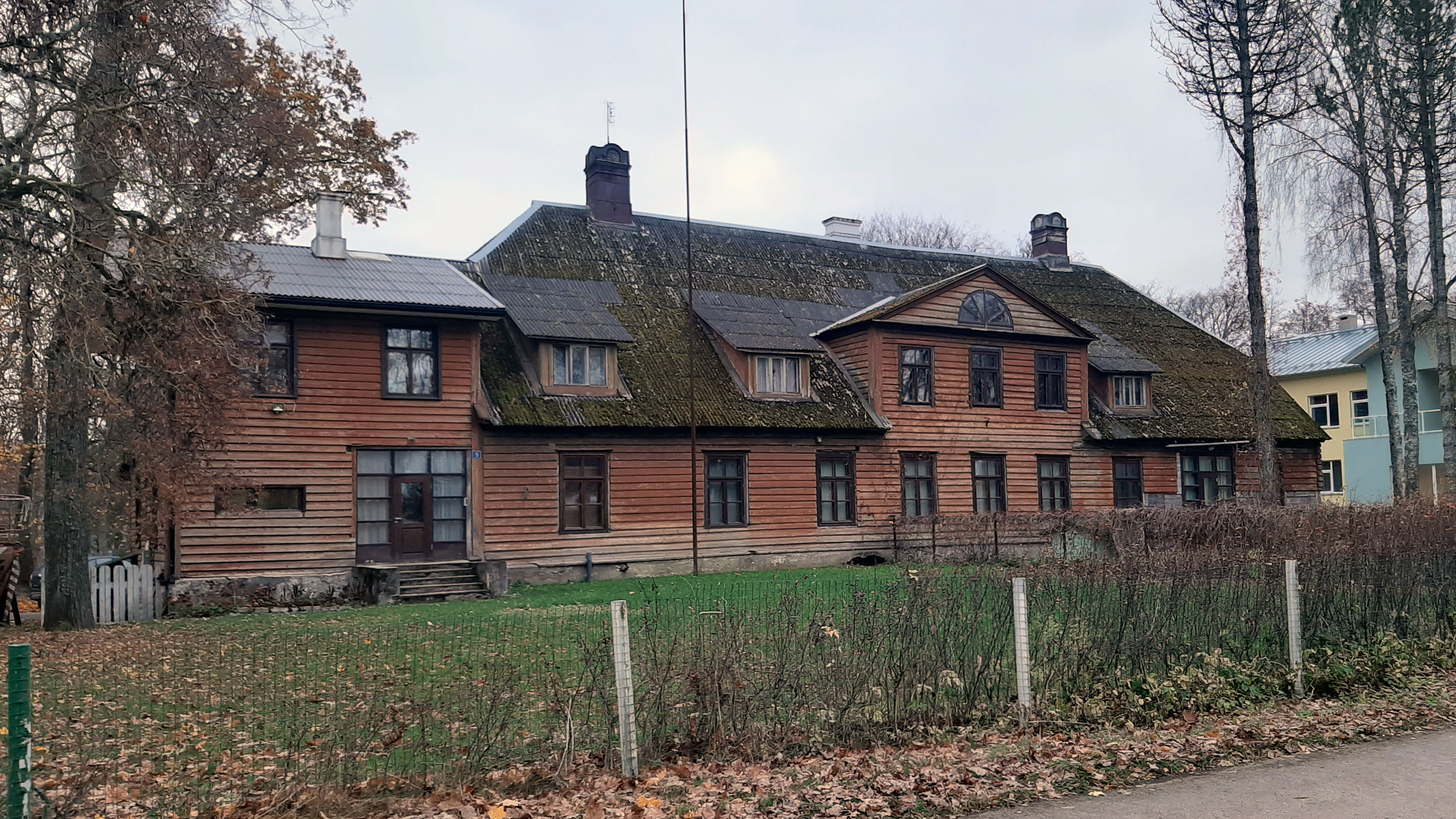
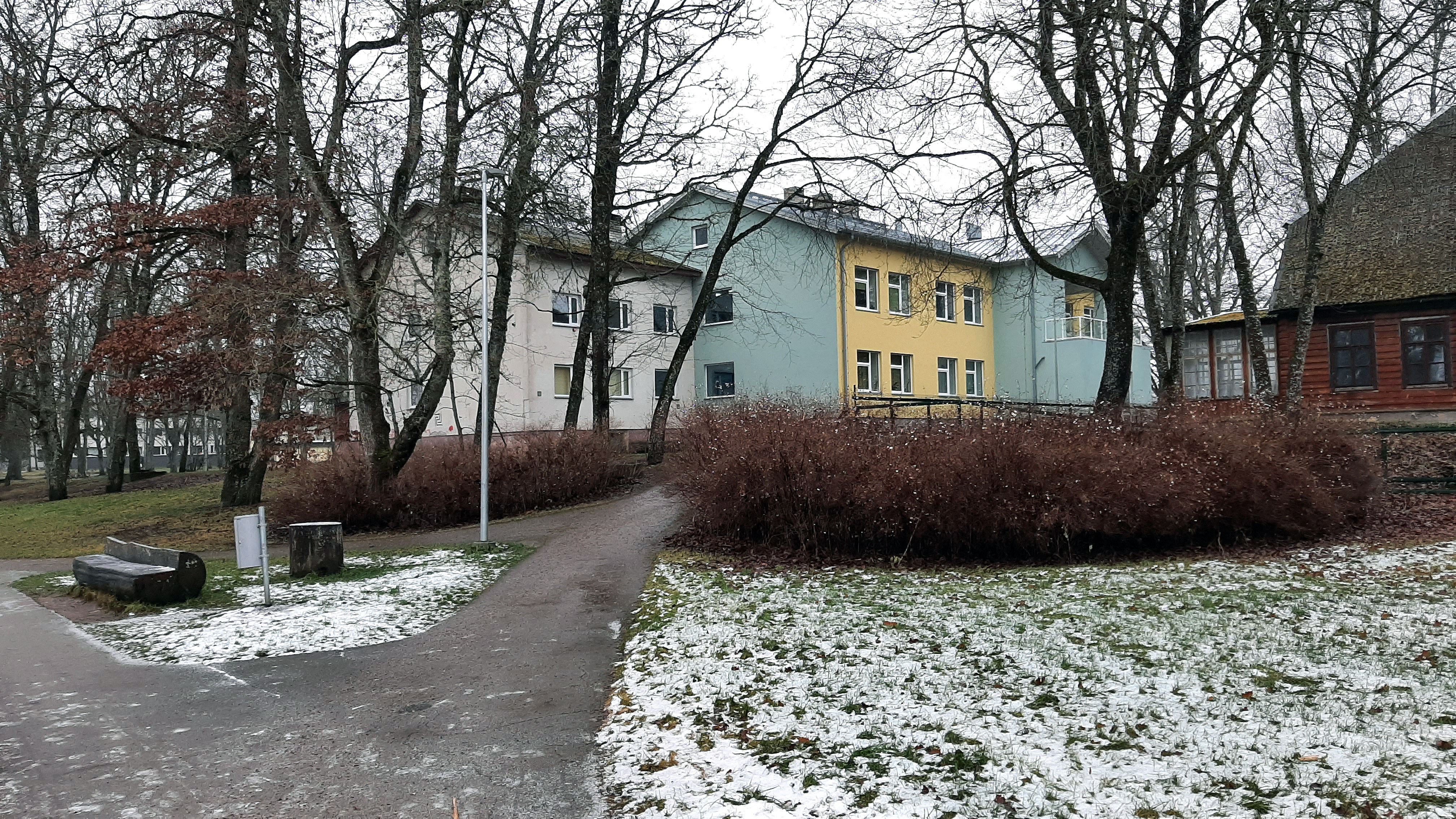
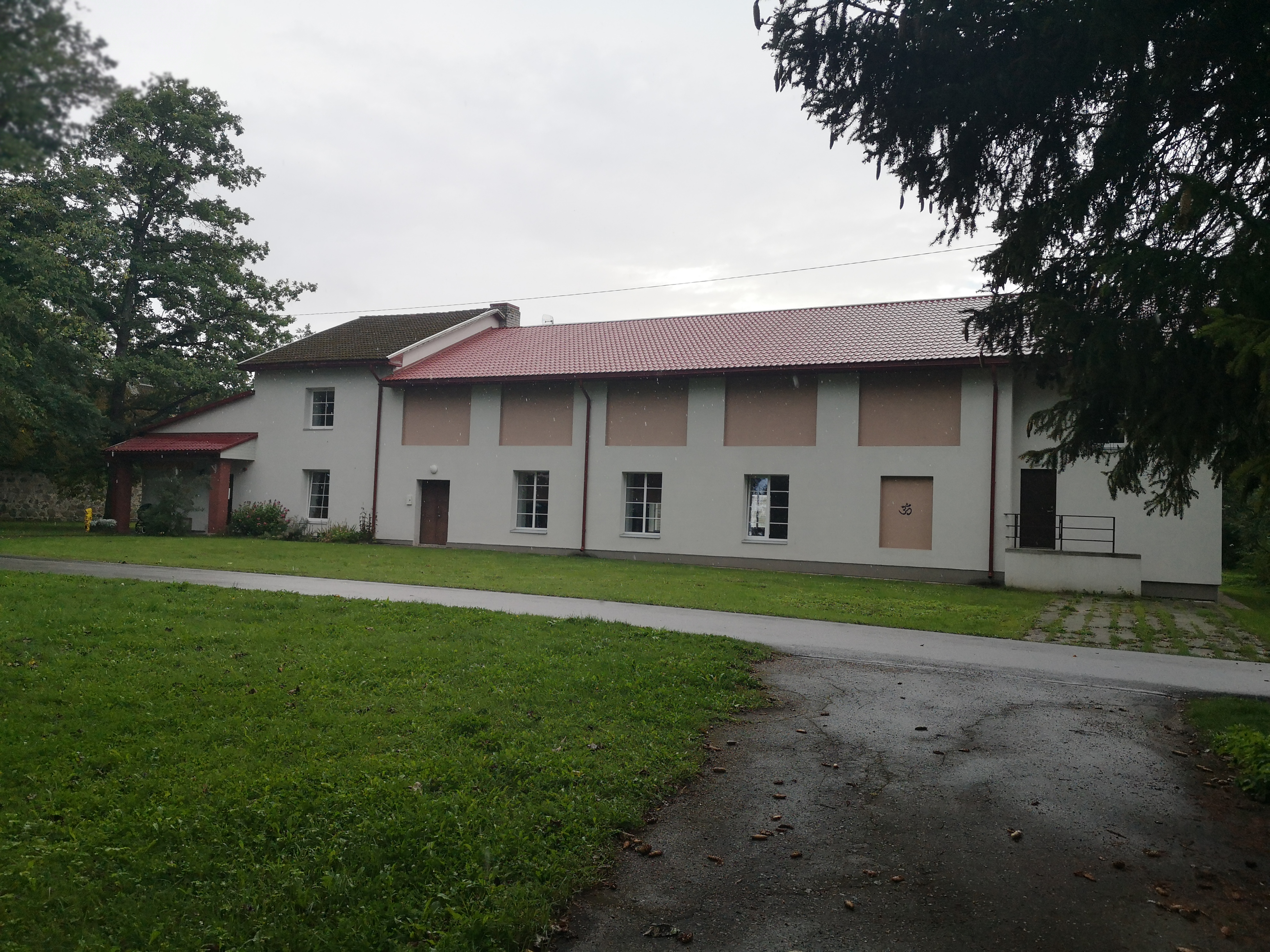
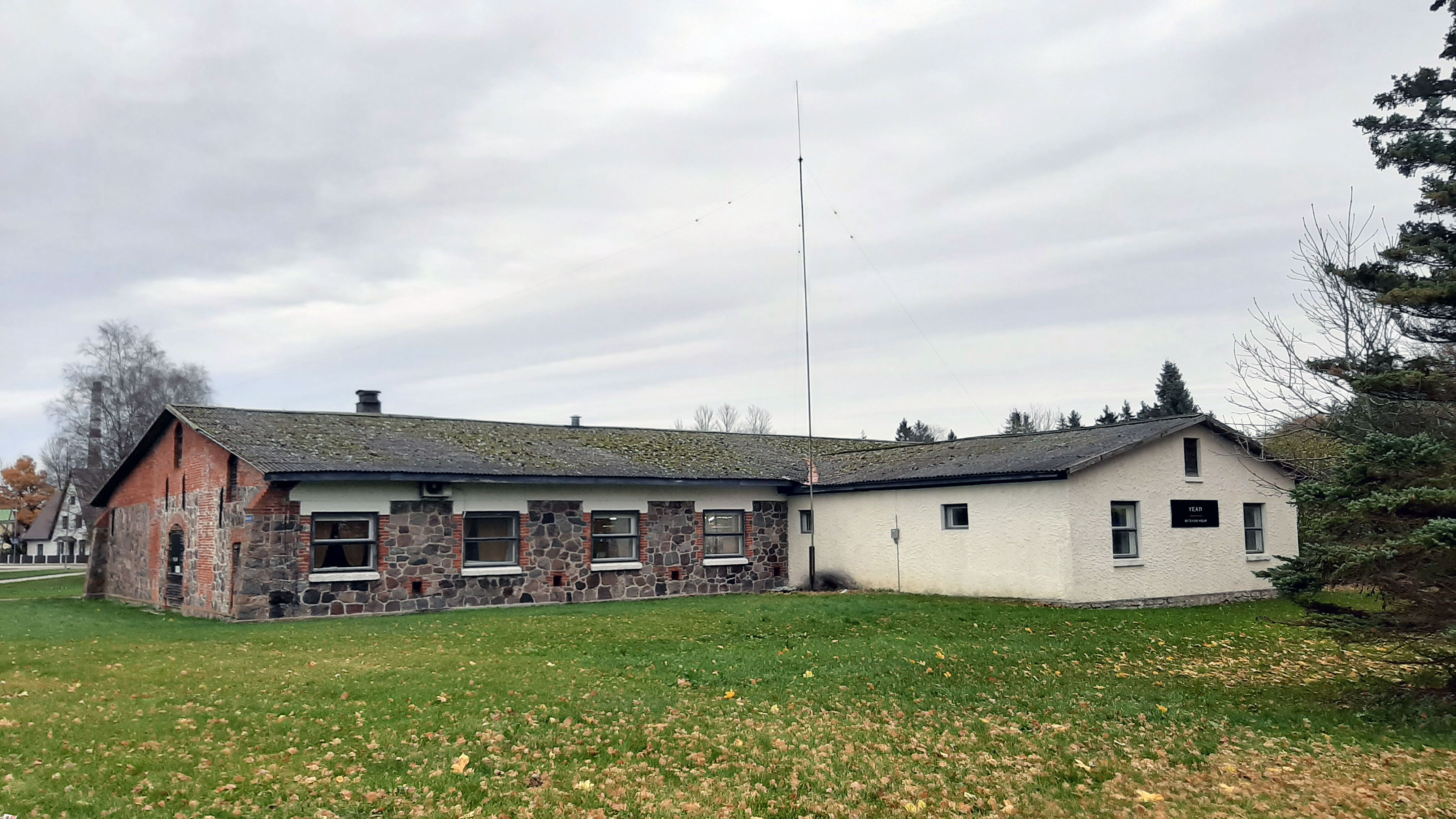
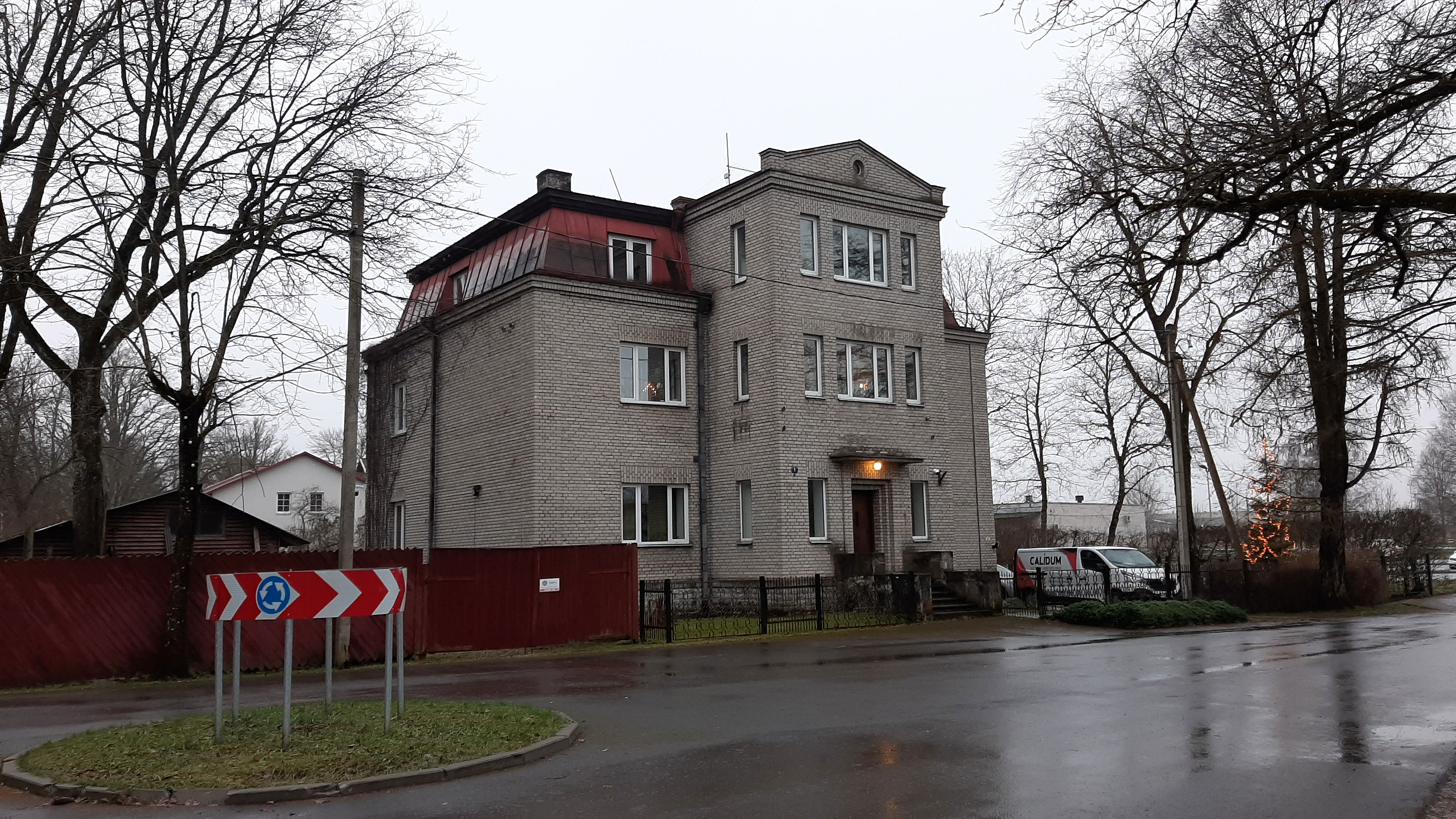
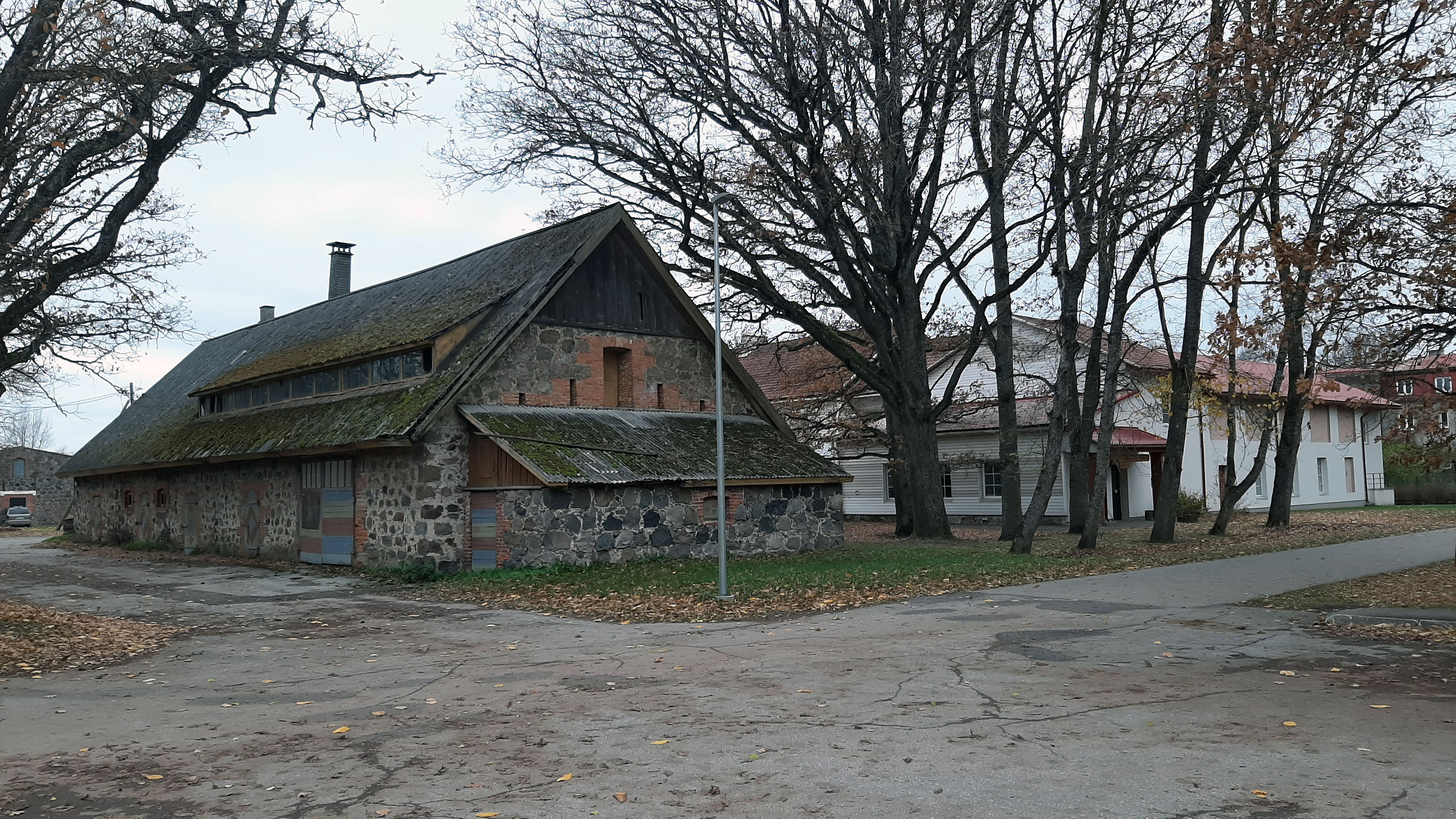